# 頭巾女士
頭巾女士（The Babushka Lady）是在甘迺迪遇刺案的案發現場中，在最接近暗殺瞬間現場地點進行攝影，身分不明的女性。
英文原名中Babushka一詞來自於俄語的ба́бушка（老婆婆），這是因為該女性戴著類似俄羅斯年邁女性穿戴的頭巾。

## 紀錄
這名女性的存在由亞伯拉罕·澤普魯德所拍下的澤普魯德影片等等當時所攝影到的畫面確認，畫面中可以看見當時甘迺迪的車隊正通過埃爾姆大街；頭巾女士站在距離賈桂琳·甘迺迪沒多遠的草地上，她手上似乎拿有類似攝影機的物體。
槍擊事件發生時，周圍附近的人都臥倒在地上來躲避子彈；然而頭巾女士卻是依然站在原處不動，從她的動作看起來似乎是持續的拍攝著現場。
狙擊結束後，頭巾女士在搜捕狙擊犯的混亂狀態下橫走過埃爾姆大街；朝著沿埃爾姆大街延伸的碧草丘離去，最後的身影則是在埃爾姆大街東側。
警察與聯邦調查局一方面調查該名女性的真實身分，另一方面也調查當地的照相館；但是卻找不到任何可能是她所拍攝的相片或是影片，最終頭巾女士的真實身份仍無法知曉。

## 自稱者的告白
1970年出現一名自稱是頭巾女士本人的女性佛利·奧利佛，她自稱當時是傑克·魯比所經營的夜總會的歌手和舞者；於1994年發表了事件當時的回憶錄，並宣稱如果把當時的攝影交給聯邦調查局就回不去了。
然而她的告白內容中充滿了很多的矛盾點，例如她宣稱使用的攝影機類型在1963年當時是不存在的。此外，她宣稱的站立地點也和事實不合；她宣稱當時在甘迺迪車隊進入埃爾姆大街前是站在某個男子和他的兒子背後，然而該名男子的證言卻是說在甘迺迪車隊進入埃爾姆大街後才站立在佛利·奧利佛所說的位置。
由於種種和事實相反的內容，多數人認為這只是一場捏造出來的騙局。

## 關聯項目
- 约翰·F·肯尼迪遇刺案
- 雨傘人 (甘迺迪遇刺案)

## 外部連結
- Is Beverly Oliver the "Babushka Lady"? 自稱頭巾女士本人的女性供稱的內容檢驗
- The JFK 100: 100 Errors in Fact and Judgment in Oliver Stone's Assassination Movie: Beverly Oliver （页面存档备份，存于）
- Shot on Elm: The Babushka Lady 其他攝影中所拍攝到的頭巾女士